# Caruncula sublingualis

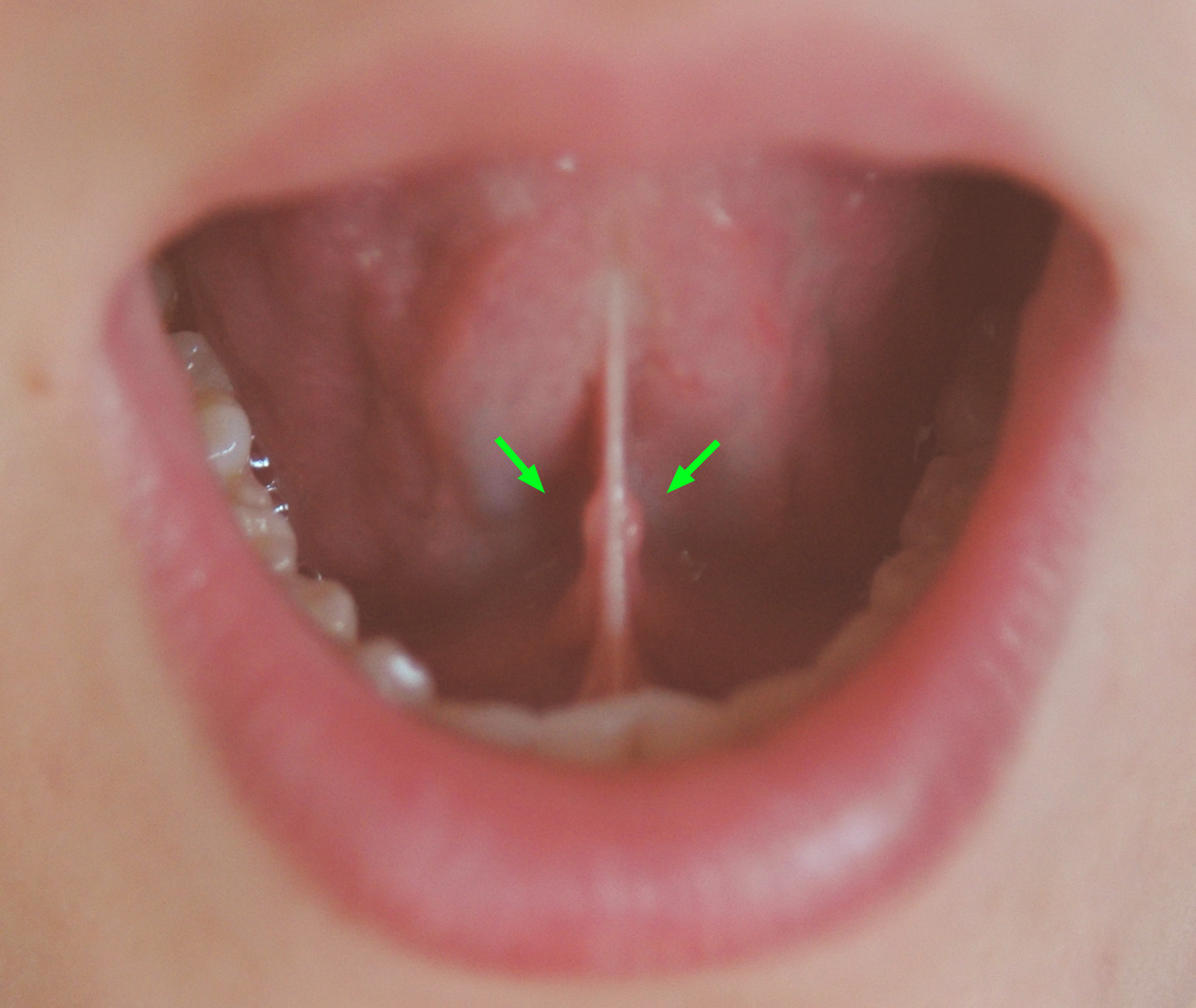
Ausführungsöffnung der Unterkieferspeicheldrüse und der Unterzungenspeicheldrüse: Caruncula sublingualis

Die Caruncula sublingualis (Hungerwarze) ist eine kleine Papille seitlich des Zungenbändchens. Es ist die gemeinsame Öffnung der Ausführungsgänge der Speicheldrüsen Glandula submandibularis (Ductus submandibularis) und der Glandula sublingualis.